# 地球科学者
地球科学者（ちきゅうかがくしゃ、earth scientist）とは、地球科学の研究者である。地質学者・古生物学者・鉱物学者・岩石学者・鉱床学者・火山学者・地球化学者・地球物理学者・地震学者・海洋学者・惑星科学者・気象学者・自然地理学者等の総称である。

## 地球科学者の一覧
以下に地球科学者の一覧を掲げる。カッコ内は専攻分野。

### あ
- 青木謙一郎（1930 - 2009、岩石学）
- 青木正博（1948 - 、鉱物学）
- ルイ・アガシー（Louis Agassiz、1807 - 1873、古生物学・地質学）
- 赤祖父俊一（1930 - 、地球物理学）
- 安芸敬一（1930 - 2005、地震学）
- 秋本俊一（1925 - 2004、地球物理学）
- ゲオルク・アグリコラ（Georg Agricola、1494 - 1555、鉱山学・鉱物学）
- ルネ＝ジュスト・アユイ（René Just Haüy、1743 - 1822、鉱物学・結晶学）
- ハンス・アルヴェーン（Hannes Olof Gösta Alfvén、1908 - 1995、地球物理学）
- ウォルター・アルバレス（Walter Alvarez、1940 - 、地質学）
- アルベール1世（Albert I, Prince of Monaco、1848 - 1922、海洋学）
- クロード・アレグル（Claude Allègre、1937 - 、地球化学）

- 飯田汲事（1909 - 2000、地震学）
- 飯山敏道（1927 - 2012、鉱床学・岩石学）
- パヴェル・ウラジミロヴィッチ・イェレメイェフ（Павел Владимирович Еремеев、1830 - 1899、鉱物学）
- 井田茂（1960 - 、惑星科学）
- 石原舜三（1934 - 2020、鉱床学）
- 石橋克彦（1944 - 、地震学）
- 井沢英二（1938 - 、鉱床学）
- 井尻正二（1913 - 1999、古生物学・地質学）
- 伊藤貞市（1898 - 1980、鉱物学・結晶学）
- 今村明恒（1870 - 1948、地震学）
- 入倉孝次郎（1940 - 、地震学）
- 岩生周一（1913 - 1999、鉱床学・堆積岩岩石学）
- 岩崎泰頴（1936 - 、地質学・古生物学）

- ウィリアム・ウィテーカー（William Whitaker、1836 - 1925、地質学）
- エミール・ヴィーヘルト（Emil Johann Wiechert、1861 - 1928、地球物理学）
- ツゾー・ウィルソン（John Tuzo Wilson、1908 - 1993、地球物理学・地質学）
- ローレンス・ウェイジャー（Lawrence Rickard Wager、1904 - 1965、地質学）
- アルフレート・ヴェーゲナー（Alfred Wegener、1880 - 1930、気象学・地球物理学）
- ジェームズ・ヴァン・アレン（James Van Allen、1914 - 2006、地球物理学、天文学）
- ジョージ・ウェザリル（George Wetherill、1925 - 2006、地球物理学）
- 上田誠也（1929 - 、地球物理学）
- アブラハム・ゴットロープ・ウェルナー（Abraham Gottlob Werner、1749 - 1817、地質学）
- ジョージ・P・L・ウォーカー（George Patrick Leonard Walker FRS、1926 - 2005、地質学・火山学）
- チャールズ・ウォルコット（Charles Doolittle Walcott、1850 - 1927、古生物学）
- 宇津徳治（1928 - 2004、地震学）
- フランツ・ザーフェル・フォン・ヴュルフェン（Franz Xaver von Wulfen、1728 - 1805、植物学・鉱物学）

- ジョン・エヴァンス（Sir John Evans、1823 - 1908、考古学・地質学）
- ヴァン・ヴァルフリート・エクマン（Vagn Walfrid Ekman、1874 - 1954、海洋学・地球物理学）
- グスタフ・エクマン（Fredrik Gustaf Ekman、1852 - 1930、海洋学・化学）
- ペンティ・エーリス・エスコラ（Pentti Eelis Eskola、1883 - 1964、地質学）
- サミュエル・エプスタイン（Samuel Epstein、1919 - 2001、地球化学）
- ジャン＝バティスト・エリー・ド・ボーモン（Jean-Baptiste Armand Louis Léonce Élie de Beaumont、1798 - 1874、地質学）
- クリスチャン・ゴットフリート・エーレンベルク（Christian Gottfried Ehrenberg、1795 - 1876、博物学）
- ヴォルフ・フォン・エンゲルハート（Wolf Jürgen von Engelhardt、1910 - 2008、地質学・鉱物学）

- 尾池和夫（1940 - 、地震学）
- リチャード・オーウェン（Sir Richard Owen、1804 - 1892、比較解剖学・古生物学）
- 大橋良一（1888 - 1983、鉱床学）
- 翁文灝（1889 - 1971、地質学）
- 大森房吉（1868 - 1923、地震学）
- 大森昌衛（1919 - 2011、地質学・古生物学）
- 岡田弘（1943 - 、火山学）
- ヘンリー・フェアフィールド・オズボーン（Henry Fairfield Osborn、1857 - 1935、古生物学・地質学）

### か
- ハンス・ブルノ・ガイニッツ（Hanns Bruno Geinitz、1814 - 1900、地質学・古生物学）
- 梶原良道（1940 - 、鉱床学）
- 片山信夫（1910 - 1997、鉱物学）
- 加藤昭（1931 - 、鉱物学）
- 加藤武夫（1883 - 1949、鉱床学）
- 加藤學（1949 - 、惑星科学）
- 金森博雄（1936 - 、地震学）
- 兼岡一郎（1942 - 、地球化学）
- 兼平慶一郎（1930 - 1985、鉱床学）
- 鎌田浩毅（1955 - 、火山学）
- アレクサンドル・カルピンスキ（Alexander Petrovich Karpinsky、1847 - 1936、地質学・鉱物学）
- 川井直人（1921 - 1979、古地磁気学）
- 川勝均（1955 - 、地震学）
- 川上紳一（1956 - 、縞々学）
- 菊地正幸（1948 - 2003、地震学）
- 木野崎吉郎（1899 - 1981、鉱床学）
- 木下亀城（1896 - 1974、鉱床学）
- グローブ・カール・ギルバート（Grove Karl Gilbert、1843 - 1918、地質学）
- クラレンス・キング（Clarence King、1842 - 1901、地質学）
- フリードリッヒ・アウグスト・クヴェンシュテット（Friedrich August Quenstedt、1809 - 1889、地質学・古生物学）
- 草地功（1942 - 、鉱物学・地球化学）
- 久城育夫（1934 - 、岩石学・地球物理学）
- ジャック＝イヴ・クストー（Jacques-Yves Cousteau、1910 - 1997、海洋学）
- 楠宏（1921 - 、雪氷学・地理学）
- ベノー・グーテンベルグ（Beno Gutenberg、1889 - 1960、地震学）
- マルティン・クヌーセン（Martin Knudsen、1871 - 1949、海洋学）
- 久野久（1910 - 1969、岩石学・火山学）
- 熊澤峰夫（1934 - 、地球物理学）
- クラフト夫妻（カティア・クラフト、Katia Krafft、1942 - 1991；モーリス・クラフト、Maurice Krafft、1946 - 1991、火山学）
- ルイ・エマニュエル・グリューナー（Louis Emmanuel Gruner、1809 - 1883、化学・金属学）
- スティーヴン・ジェイ・グールド（Stephen Jay Gould、1941 - 2002、古生物学）
- ジョン・ウォルター・グレゴリー（John Walter Gregory、1864 - 1932、地質学・地理学）
- ペール・テオドール・クレーベ（Per Teodor Cleve、1840 - 1905、化学・地質学）
- 黒田吉益（1927 - 2021、岩石学・地球化学）
- ポール・ハインリッヒ・フォン・グロート（Paul Heinrich von Groth、1843 - 1927、鉱物学）
- ジェームズ・ゲイキー（James Geikie、1839 - 1915、地質学）
- 神津俶祐（1880 - 1955、鉱物学）
- 小藤文次郎（1856 - 1935、地質学・岩石学・鉱物学・火山学・地震学・地理学）
- アルベール・ゴードリー（Jean Albert Gaudry、1827 - 1908、地質学・古生物学）
- 小林貞一（1901 - 1996、地史学・古生物学）
- 小林哲夫（1950- 、火山地質学）
- エドワード・ドリンカー・コープ（Edward Drinker Cope、1840 - 1894、古生物学・比較解剖学）
- 牛来正夫（1916 - 2002、岩石学）
- ルイ・コルディエ（Pierre Louis Antoine Cordier、1777 - 1861、地質学・鉱物学）
- ヴィクトール・モーリッツ・ゴルトシュミット（Victor Moritz Goldschmidt、1888 - 1947、鉱物学・地球化学）

### さ
- 斎藤靖二（1939 - 、地質学）
- 櫻井欽一（1912 - 1993、鉱物学）
- 佐々保雄（1907 - 2003、地質学）
- 佐々木昭（1928 - 2017、鉱床学・地球化学）
- 佐藤壮郎（1938 - 、鉱床学）
- 猿橋勝子（1920 - 2007、地球化学）
- ロバート・ジェイムソン（Robert Jameson、1774 - 1854年、博物学・鉱物学・地質学）
- ハロルド・ジェフリーズ（Harold Jeffreys、1891 - 1989、数学・統計学・地球物理学・天文学）
- 鹿園直建（1946 - 2014、鉱床学・地球化学）
- 志田順（1876 - 1936、地球物理学・地震学）
- 島崎邦彦（1946 - 、地球物理学・地震学）
- トーマス・A・ジャガー（Thomas Augustus Jaggar、1871 - 1953、火山学）
- ニコラス・シャックルトン（Nicholas John Shackleton 、1937 - 2006、地質学・気象学）
- ベギエ・ド・シャンクルトワ（Alexandre-Emile Beguyer de Chancourtois、1820 - 1886、地質学・鉱物学）
- ケネス・シュー（Kenneth Jinghwa Hsu、許靖華、1929 - 、地質学）
- エドアルト・ジュース（Eduard Suess、1831 - 1914、地質学）
- ユージン・シューメーカー（Eugene Merle Shoemaker、1928 - 1997、天文学・惑星科学）
- 苣木浅彦（1923 - 2010、鉱床学）
- 鈴木醇（1896 - 1970、鉱床学）
- ニコラウス・ステノ（Nicolas Steno、1638 - 1686、層序学、古生物学、結晶学）
- 須藤俊男（1911 - 2000、鉱物学）
- ヘンリー・ストンメル（Henry Melson Stommel、1920 - 1992、海洋物理学）
- スティーヴン・スパークス（Robert Stephen John Sparks、1949年 - 、火山学）
- ウィリアム・スミス（William Smith、1769 - 1839、地質学）
- ジェームズ・スミソン（James Smithson、1765 - 1829、鉱物学・化学）
- 諏訪兼位（1928 - 2020、岩石学・地質学）
- アルバート・スワード（Albert Charles Seward、1863 - 1941、植物学・地質学）

- 妹沢克惟（1895 - 1944、地震学）
- アダム・セジウィック（Adam Sedgwick、1785 - 1873、地質学）
- ヤコブ・ゼーデルホルム（Jakob Johannes Sederholm、1863 - 1934、岩石学）

- ジグムント・ゾイス（Sigmund Zois Freiherr von Edelstein、1747 - 1819）
- オラス＝ベネディクト・ド・ソシュール（Horace-Bénédict de Saussure、1740 - 1799、気象学・植物学・地質学・物理学）
- ヘンリー・ソービー（Henry Clifton Sorby、1826 - 1908、顕微鏡学・地質学）
- シグルズール・ソラリンソン（Sigurdur Thorarinsson、1912 - 1983、地質学・火山学・雪氷学）

### た
- 平朝彦（1946 - 、海洋地質学・地球進化論）
- 田賀井篤平（1943 - 、鉱物学・結晶学）
- 高橋正樹（1950 - 、火山学）
- 竹内均（1920 - 2004、地球物理学）
- 竹本修三（1942 - 、地球物理学・測地学）
- 立見辰雄（1916 - 1997、鉱床学）
- アドルフ・ダルシアク（Etienne Jules Adolphe Desmier de Saint-Simon, Vicomte d'Archiac、1802 - 1868、地質学・古生物学）
- クラレンス・エドワード・ダットン（Clarence Edward Dutton、1841 - 1912、地質学）
- 田中舘愛橘（1856 - 1952、地球物理学）
- シドニー・チャップマン（Sydney Chapman、1888 - 1970、地球物理学、天文学）
- ジュール・グレゴリー・チャーニー（Jule Gregory Charney、1917 - 1981、気象学・海洋学）
- 鎮西清高（1933 - 、地質学・古生物学）

- カール・アルフレート・フォン・ツィッテル（Karl Alfred von Zittel、1839 - 1904、古生物学・地質学）
- フランツ・クサーヴァー・ツィッペ（Franz Xaver Maximilian Zippe、1791 - 1863、鉱物学）
- フェルディナント・ツィルケル（Ferdinand Zirkel、1838 - 1912、地質学・岩石学）
- 津末昭生（1930 - 1996、鉱床学）
- 坪井誠太郎（1893 - 1986、地質学・鉱物学・岩石学）
- 坪井忠二（1902 - 1982、地球物理学）

- アーサー・デイ（Arthur Louis Day、1869 - 1960、地球物理学）
- ドゥーガル・ディクソン（Dougal Dixon、1947 - 、地質学・古生物学）
- ロバート・ディーツ（Robert Sinclair Dietz、1914 - 1995、地球物理学・海洋学）
- ピエール・テイヤール・ド・シャルダン（Pierre Teilhard de Chardin、1881 - 1955、古生物学・地質学）
- ジェスロ・ティール（Sir Jethro Justinian Harris Teall、1849 - 1924、地質学）
- ジョセフ・ティレル（Joseph Burr Tyrrell、1858 - 1957、地質学・古生物学）
- ジェラール・ポール・デエー（Gérard Paul Deshayes、1795 - 1875、地質学・貝類学）
- アルフレッド・デクロワゾー（Alfred Des Cloizeaux、1817 - 1897、鉱物学）
- ジェームズ・デーナ（James Dwight Dana、1813 - 1895、地質学・鉱物学）
- アルベルト・デファント（Albert Joseph Maria Defant、1884 - 1974、海洋物理学・天体物理学・大気物理学・気象学）
- アレクサンダー・デュ・トワ（Alexander Logie du Toit、1878 - 1948、地質学）
- アルマン・デュフレノア（Ours-Pierre-Armand Petit-Dufrénoy、1792 - 1857、地質学・鉱物学）
- 寺田寅彦（1878 - 1935、地球物理学）
- ヘンリー・デ・ラ・ビーチ（Henry Thomas De la Beche、1796 - 1855、地質学）

- イェラルド・ドゥ・イェール（Gerard Jacob De Geer、1858 - 1943、地質学）
- ガブリエル・オーギュスト・ドブレ（Gabriel Auguste Daubrée、1814 - 1896、地質学）
- イグナシー・ドメイコ（Ignacy Domeyko、1802 - 1889、地質学・鉱物学）

### な
- ハインリッヒ・エドムント・ナウマン（Heinrich Edmund Naumann、1854 - 1927、地質学）
- 中澤清（1943 - 、惑星物理学）
- 長沢敬之助（1924 - 2005、鉱床学・鉱物学）
- 中田節也（1952 - 、火山学）
- 永田武（1913 - 1991、岩石磁気学）
- 中村一明（1932 - 1987、地質学・火山学）
- 中村新太郎（1881 - 1941、地質学）
- 中谷宇吉郎（1900 - 1962、地球物理学・雪氷学）
- 南部松夫（1917 - 2009、鉱床学・鉱物学）
- 西尾滋（1898 - 1980、鉱床学）
- 西川正治（1884 - 1952、X線結晶学）
- レオン・ノポフ（Leon Knopoff、1925 - 、地球物理学・音響学）

### は
- アルベルト・ハイム（Albert Heim、1849 - 1937、地質学）
- フローレンス・バスカム（Florence Bascom、1862 - 1945、地質学）
- ウィリアム・バックランド（William Buckland、1784 - 1856、地質学・古生物学）
- ジェームズ・ハットン（James Hutton、1726 - 1797、地質学）
- ユリウス・バーテルス（Julius Bartels、1899 - 1964、地球物理学）
- トーマス・バーネット（Thomas Burnet、1635? - 1715、地質学）
- 濱田隆士（1933 - 2011、古生物学・地球環境変遷史）
- 林忠四郎（1920 - 2010、惑星科学）
- 早瀬喜太郎（1911 - 1977、鉱床学）
- 原田準平（1898 - 1992、鉱物学）
- 原田豊吉（1860 - 1894、地質学）
- ヨアヒム・バランデ（Joachim Barrande、1799 - 1883、地質学・古生物学）
- ダニエル・モロー・バリンジャー（Daniel Moreau Barringer、1860 - 1929、地質学）
- クリストフェル・ハンステーン（Christopher Hansteen、1784 - 1873、天文学・地球物理学）
- ジョン・ビグスビー（John Jeremiah Bigsby、1792 - 1881、地質学）
- ヴィルヘルム・ビヤークネス（Vilhelm Friman Koren Bjerknes、1862 - 1951、気象学・海洋学）
- 平林武（1872 - 1935、鉱床学）
- フランソワ・サルピス・ビューダント（fr:François Sulpice Beudant、1787 - 1850、鉱物学・地質学）
- ユーリー・ビリビン（Juri Alexandrowitsch Bilibin、1901 - 1952、地質学）
- 広渡文利（1925 - 2007、鉱物学・鉱床学）
- オズモンド・フィシャー（Osmond Fisher、1817 - 1914、地質学・地球物理学）
- ウィリアム・フィリップス（William Phillips、1775 -1828、地質学・鉱物学）
- アミ・ブーエ（Ami Boué、1794 - 1881、地質学）
- アレクサンドル・フェルスマン（Alexander Yevgenyevich Fersman、1883 - 1945、地球化学・鉱物学）
- ヨハン・ヘルマン・リー・フォグト（Johan Herman Lie Vogt、1858 - 1932、鉱物学・地質学）
- 深尾良夫（1943 - 、地震学）
- 藤田和夫（1919 - 2008、構造地質学・地形学）
- レオポルト・フォン・ブーフ（Christian Leopold Freiherr von Buch、1774 - 1853、地質学・古生物学）
- エフゲニー・フョードロフ（Yevgeny Konstantinovich Fyodorov、1910 - 1981、地球物理学）
- エドワード・ブラード（Edward "Teddy" Crisp Bullard 、1907 - 1980、地球物理学）
- ヨハン・カール・フライエスレーベン（Johann Carl Freiesleben、1774 - 1846、鉱物学）
- ポール・フラマリエ（Paul Fourmarier、1877 - 1970、地質学）
- ウィリアム・トーマス・ブランフォード（William Thomas Blanford、1832 - 1905、地質学・博物学）
- ジャック・ルイ・デュ・ブルノン（Jacques Louis de Bournon、1751 - 1825、結晶学・鉱物学）
- ヴァルデマー・ブレガー（Waldemar Christopher Brøgger、1851 - 1940、地質学・鉱物学）
- ジョゼフ・プレストウィッチ（Joseph Prestwich、1812 - 1896、地質学）
- ラザルス・フレッチャー（Lazarus Fletcher、1854 - 1921、鉱物学）
- ウォーレス・ブロッカー（Wallace Smith Broecker ("Wally")、1931 - 、地球物理学・地球化学・海洋学）
- ハインリッヒ・ゲオルク・ブロン（Heinrich Georg Bronn、1800 - 1862、地質学・古生物学）
- 豊遙秋（1942 - 、鉱物学・鉱床学）
- エドワード・ベイリー（Sir Edward Battersby Bailey、1881 - 1965、地質学）
- ハリー・ハモンド・ヘス（Harry Hammond Hess、1906 - 1969、地質学）
- ブルース・C・ヘーゼン（Bruce Charles Heezen、1924 - 1977、海洋学・地質学）
- フリードリヒ・ヨハン・カール・ベッケ（Friedrich Johann Karl Becke、1855 - 1931、鉱物学・岩石学）
- ホーリス・ヘッドバーグ（Hollis Dow Hedberg、1903 - 1988、地質学）
- フランシス・ペティジョン（Francis John Pettijohn、1904 - 1999、地質学）
- オットー・ペテルソン（Sven Otto Pettersson、1848 - 1941、海洋学・化学）
- ハンス・ペテルソン（Hans Petterson、1888 - 1966、海洋学）
- ヒューゴー・ベニオフ（Hugo Benioff、1899 - 1968、地震学）
- フェリックス・ベニング・マイネス（Felix Andries Vening Meinesz、1887 - 1966、地球物理学・測地学）
- トルビョルン・ベリマン（Torbern Olof Bergman、1735 - 1784、化学・鉱物学）
- オズヴァルト・ヘール（Oswald Heer、1809 - 1883、地質学・博物学）
- ジギムント・アウグスト・ヴォルフガング・ヘルダー（Sigismund August Wolfgang von Herder、1776 - 1838、地質学・鉱物学）
- ピエール・ベルチェ（Pierre Berthier、1782 - 1861、鉱物学）
- ウラジミール・ベルナドスキー（Vladimir Vernadsky、1863 - 1945、鉱物学・地球化学）
- ジョン・スティーブンス・ヘンズロー（John Stevens Henslow、1796 - 1861、植物学・地質学）
- レイナウト・ファン・ベンメレン（Reinout Willem van Bemmelen、1904 - 1983、地質学）
- ノーマン・ボウエン（Norman Levi Bowen、1887 - 1956、岩石学）
- レオナード・ホークス（Leonard Hawkes、1891 - 1981、地質学）
- アーサー・ホームズ（Arthur Holmes、1890 - 1965、地質学）
- 堀秀道（1934 - 2019、鉱物学）
- 堀越叡（1932 - 2009、鉱床学）

### ま
- 益富壽之助（1901 - 1993、薬学・鉱物学）
- ロデリック・マーチソン（Roderick Impey Murchison、1792 - 1871、地質学）
- 町田洋（1933 - 、火山学）
- 松井孝典（1946 - 、惑星科学）
- 松下久道（1908 - 1980、石炭地質学）
- 松原聰（1946 - 、鉱物学）
- 松久幸敬（1944 - 、地球化学）
- 松山基範（1884 - 1958、古地磁気学）
- 鞠子正（1930 - 、鉱床学・鉱物学）
- 丸山茂徳（1949 - 、地質学）
- ロバート・マレット（Robert Mallet、1810 - 1881、地質学・地震学）
- 宮沢俊弥（1913 - 2012、鉱床学）
- 都城秋穂（1920 - 2008、岩石学・プレートテクトニクス）
- 宮久三千年（1928 - 1983、鉱床学）
- 宮脇律郎（1959 - 、結晶化学・鉱物学）
- ヒュー・ミラー（Hugh Miller、1802 - 1856、地質学）
- ミルティン・ミランコビッチ（Milutin Milanković、1879 - 1958、地球物理学）
- ジョン・ミルン（John Milne、1850 - 1913、鉱山学、地震学、地質学）
- 向井正（1945 - 、天文学・惑星科学）
- ウォルター・ムンク（Walter Heinrich Munk、1917 - 、海洋物理学）
- ジョージ・パーキンス・メリル（George Perkins Merrill、1854 - 1929、地質学）
- ジュゼッペ・メルカリ（Giuseppe Mercalli、1850 - 1914、火山学・地震学）
- アルフレート・メルツ（Alfred Merz、1880 - 1925、海洋学）
- トマス・メンデンホール（Thomas Corwin Mendenhall、1841 - 1924、気象学・地震学）
- フリードリッヒ・モース（Friedrich Mohs、1773 - 1839、地質学・鉱物学）
- ダグラス・モーソン（Douglas Mawson、1882 - 1958、地質学）
- アンドリア・モホロビチッチ（Andrija Mohorovičić、1857 - 1936、地震学・気象学）
- 桃井斉（1930 - 2002、鉱物学・鉱床学）
- 森本信男（1925 - 2010、鉱物学）
- グスターフ・モーレングラーフ（Gustaaf Adolf Frederik Molengraaff、1860 - 1942、地質学・生物学）

### や
- 八木健三（1914 - 2008、鉱物学・岩石学）
- 矢部長克（1878 - 1969、地質学・古生物学）
- 山中高光（1942 - 、鉱物科学・結晶学）
- モーリス・ユーイング（William Maurice Ewing、1906 - 1974、海洋地球物理学）
- 吉村豊文（1905 - 1990、鉱床学・鉱物学）
- ハットン・ヨーダーJr.（Hatton Schuyler Yoder Jr.、1921 - 2003、岩石学）

### ら
- チャールズ・ライエル（Charles Lyell、1797 - 1875、地質学）
- ベンジャミン・スミス・ライマン（Benjamin Smith Lyman、1835 - 1920、鉱山学）
- アルフレッド・ラクロワ（Antoine François Alfred Lacroix、1863 - 1948、鉱物学・岩石学・火山学）
- チャールズ・ラップワース（Charles Lapworth、1842 - 1920、地質学）
- モジブ・ラティフ（Mojib Latif、1954 - 、気象学・海洋学）
- フリッツ・ラーベス（Fritz Laves、1906 - 1978、鉱物学・結晶学）
- パウル・ラムドール（Paul A. Ramdohr、1890 - 1985、鉱物学）
- ジョージ・ランプルー（George William Lamplugh、1859 - 1926、地質学）

- 力武常次（1921 - 2004、地球物理学・地震学）
- ハーバート・ハロルド・リード（Herbert Harold Read、1889 - 1970、地質学）
- チャールズ・リヒター（Charles Francis Richter、1900 - 1985、地震学）
- アルフレッド・エドワード・リングウッド（Alfred Edward "Ted" Ringwood、1930 - 1993、地球物理学・地球化学）

- モーリス・ルジオン（Maurice Lugeon、1870 - 1953、地質学）
- アルフォンス・ルナール（Alphonse Francois Renard、1842 - 1903、地質学・岩石学）
- グザヴィエ・ル・ピション（Xavier Le Pichon、1937 - 、地球物理学）

- インヘ・レーマン（Inge Lehmann、1888 - 1993、地震学）
- カール・ハインリヒ・ローゼンブッシュ（Harry Rosenbusch、1836 - 1914、岩石学）

### わ
- 和田維四郎（1856 - 1920、鉱物学・書誌学）
- 和達清夫（1902 - 1995、気象学・地震学）
- 弘原海清（1932 - 2011、情報地質学）
- 渡部重十（1953 - 、地球物理学・惑星科学）
- 渡辺武男（1907 - 1986、鉱床学・鉱物学）
- 渡辺万次郎（1891 - 1980、鉱床学）
- ジェラルド・ワッサーバーグ（Gerald Joseph Wasserburg、1927 - 、地質学）